# Kirk Glacier
Kirk Glacier är en glaciär i Antarktis. Den ligger i Östantarktis. Nya Zeeland gör anspråk på området. Kirk Glacier ligger 1 407 meter över havet.
Terrängen runt Kirk Glacier är bergig österut, men västerut är den kuperad. Trakten är obefolkad. Det finns inga samhällen i närheten.